# きつねのはなし
『きつねのはなし』は、森見登美彦による短編小説集。

## 概要
森見が「秀才の三男」と呼ぶ4話からなる奇譚集。
収録作の「きつねのはなし」（初出時「きつねの話」）が『小説新潮』（新潮社）2004年3月号に掲載され、3編の書き下ろしを加え同社より2006年10月28日に単行本が刊行された。2009年6月29日に新潮文庫版が刊行された。
それぞれの話にはストーリー上の直接のつながりはないが、「果実の中の龍」において先輩の口から他の3話の内容を思わせる話が出てくるほか、「きつねのはなし」にて天城さんが知人からケモノをもらっている、「水神」で「きつねのはなし」に出てきた芳蓮堂が再登場するなど、作中の世界で緩やかなつながりがある。

## 制作背景
本作に収録されている「果実の中の龍」の原型は森見が大学を休学した年の秋に書かれており、初めて京都を舞台とした大学生を主人公とする作品であった。森見はこの作品を通し「京都」を舞台にすることで小説に説得力をもたせることができるかもしれないとの感触を得ており、その次に書き上げた作品がデビュー作となる『太陽の塔』であった。
その後、『太陽の塔』を日本ファンタジーノベル大賞の応募締め切りである4月末よりも早く書き上げた森見は、「果実の中の龍」に何かもう一つの作品を抱き合わせ長編にすることを思いつき、「きつねのはなし」の原型となる作品を書きあげ、『太陽の塔』とあわせて2作品を日本ファンタジーノベル大賞に応募している。

本作は刊行順では森見の第3作目にあたるが、上記にあるように作品の原型はデビュー作『太陽の塔』よりも前に書かれており、デビュー後に執筆された第2作『四畳半神話大系』や第4作『夜は短し歩けよ乙女』でみられるような独特な言い回しや、古めかしい文体は用いられていない。

## あらすじ
きつねのはなし
一乗寺にある古道具屋「芳蓮堂」でアルバイトをしている私は、女性店主のナツメさんから鷺森神社近辺に住む天城さんの元へ風呂敷包みを届けるよう頼まれ、やがて「狐の面」にかかわる奇妙な事件に巻き込まれていく。
果実の中の龍
大学一回生のころ、私は一乗寺の先輩の下宿へ頻繁に通っていた。博識かつ経験豊富で、話題に欠くことがなく私を楽しませてくれる先輩であったが、彼には秘密があった。
魔
私は高校生・西田修二の家庭教師のアルバイトを引き受ける。やがて彼の兄・直也、幼馴染の夏尾美佳、秋月とも面識を持つことになる。宵山の近づいた7月、西田家の親父さんから夜毎に人を襲う通り魔の話を聞かされる。それは私が廃屋の涸れ井戸で目撃した「ケモノ」の仕業であった。
水神
祖父の通夜、酒宴の席に祖父の馴染みの小道具店であった芳蓮堂から、祖父が預けた家宝が届くという。しかし芳蓮堂の女店主が持ってきたものは、「一壜の水」であった。

## 登場人物

### きつねのはなし
私 / 武藤
古道具屋「芳蓮堂」で週末にアルバイトをする大学三回生。大学二回生のころは弁当を配達するアルバイトをしていた。
下宿生活をしており、時給が安く申し訳ないからと店を閉めた後に店主のナツメさんに夕食をごちそうになっている。
ナツメ
「芳蓮堂」の女性店主。おそらく30歳過ぎ。綺麗な人。東京に住んでいたが、母親が病に倒れたため京都に戻り、「芳蓮堂」を継ぐ。
車を運転することがひどく怖く、「私」を雇い週末に荷物の運搬や店番を任せる。東京も怖かったらしく「東京はいつも夜なのです」と呟く。
天城
鷺森神社近くの古い屋敷に住む50歳ほどの一条寺界隈の地主。生気のない細長い顔に、青い無精髭を生やす。いつも群青色の着流し姿。
「芳蓮堂」の客だが、祖父や父が集めた骨董品を扱い、時に骨董品にまつわる面倒ごとを収める商売をしている。機嫌が悪い時ほど饒舌になる。
須永
北白川に住む古くからの地主。70歳を超えてなお元気な、布袋様のようなお腹をした老人。「芳蓮堂」とは先代からの付き合いがある。
ナツメさんの父親が亡くなった後に、もともとは北白川にあった「芳蓮堂」の店舗を一条寺に移転して商売を続けられるよう助けてくれた。
奈緒子
「私」が付き合い始めて一年半になる女性。「私」と同じ大学で同じクラス。
背が小さく可愛いらしい印象だが、舌鋒鋭く気に入らないとことがあると容赦なく切り捨てる。

### 果実の中の龍
私
大学生。高原通の古書店・紫陽書院の裏が下宿先。同じ人文系研究会の先輩を慕い、彼が古書の保管のため借りる下宿の「図書室」へ通う。
先輩
研究会での私の先輩。法学部の学生。青森県下北半島出身で、実家は農地改革で没落した元大地主。一条寺の2階建ての古アパートが下宿先。
「私」が大学二回生になった春から半年休学してシルクロードを旅し、イスタンブールに達している。パイプ煙草で喫煙する。四人兄弟の末っ子。
結城 瑞穂
理学部の大学院生。先輩と同じ歳。痩せ型で私よりも長身。理知的な細い眉。先輩や私と行動をともにする。実家は横浜。
緑雨堂の主人
先輩が一時店番のアルバイトをしていた古本屋の店主。車の運転を面倒がり、本の買取をする軽トラックを先輩に運転させる。
読書家の菓子屋
四条に二店舗構える洋菓子屋のオーナー。緑雨堂の客。先輩曰くものすごく怖い野獣のような顔。神業のような速読。
下鴨神社の北にある新築の豪邸に住み、緑雨堂の主人と先輩を自宅に呼びだし本を買い取らせる。
客人
緑雨堂の客。先輩をアルバイトで夜更けに呼び出し、骨董品やバスタブらしきものを軽トラックの荷台に積ませ、ある古い屋敷に運搬させる。
先輩の友人
先輩が同人誌を作っていた時の仲間。上京区にある寺の息子。夏休みに近所の子どもたちを本堂に集め勉強を教え、先輩に手伝わせる。
ケモノのうなり声や布団の中に動物の毛が散らばっていることに悩まされており、映画サークルの撮影した自身の顔がケモノに見えて卒倒する。
中学生の女子
寺で勉強を教わっている中学生の女子。頭がよく勉強熱心で、とても剣道が強いとの評判。通り魔に遭わないよう、先輩が家まで送っていた。
小学生の時、近所の空き家の堀から胴の長いケモノが出入りしていた目撃談を先輩に教える。
先輩の父
父親（先輩の祖父）の影響から「本」というものを嫌い、蔵に収められた買い集められた古書をことごとく売り払う。
また、長兄が隠し読んでいた本を燃やしたことから彼と仲違いし、ついには口論の末に脇差を振り回す騒動を起こしたこともある。
先輩の兄
四人兄弟の長兄。父親が本を嫌ったことからいっそう魅力的に感じ、隠れて本を読み、先輩にも本を与えて読ませていた。
京都の大学に行くと父との不仲から音信不通となるが、後に大道芸人「天満屋」としてパーティーで先輩と再会し、ともにシルクロードへ旅経つ。
先輩の祖父
明治維新で成り上がった大地主の出自だが、戦後の農地改革で大打撃を受け、波乱をくぐり抜け家を支える。
還暦を迎えると誇大妄想に駆られ、買い集めた古書を継ぎはぎし架空の年代記を書き先輩の父を本嫌いにさせ、晩年は座敷牢に幽閉された。
須永
一条寺にある古道具屋「芳蓮堂」の店主。先輩はシルクロードへ旅に出るまでの半年間、ここで働いていたことがある。
外国人
サンフランシスコから京都に来た外国人。「芳蓮堂」の客。英会話を教えたり、日本の骨董品をアメリカへ輸出して稼いでいる。
父親が終戦直後に京都に来たことがあり、父親から聞いたケモノの姿が浮かび上がるという「からくり幻燈」に興味を持つ。
ナツメ
鷺森神社近くの古い屋敷に住む若い女主人。「芳蓮堂」の店主と親しい間柄。「からくり幻燈」の持ち主。
先輩が骨董品やバスタブを運搬した屋敷の主と同一人物。狐面をつけており、先輩は当初男性と思っていた。

### 魔
私
家庭教師のアルバイトをする大学生。「西田酒店」の臨時バイトから西田家の家庭教師となった大学の友人から、家庭教師を引き継ぐ。
西田 修二
「西田酒店」の次男。高校1年生。私が家庭教師で勉強を教える相手。私よりもずいぶん大きく筋肉質。西村の衛生ボーロが好物。
小学1年で剣道場「清風館道場」に入門し、高校の剣道部の稽古の合間を見て今でも道場に顔を出している。
直也
修二の兄。修二より1歳年上。高校2年生。修二と同じく「清風館道場」に入門しており、修二曰く、自分より剣道が強い。
夏尾 美佳
修二の幼馴染。武道具店「夏尾堂」の娘。直也と同い年。修二曰く、兄よりも剣道が強かったが、中学を卒業すると剣道を辞めてしまう。
秋月
修二の幼馴染。町内にある寺の息子。眼鏡をかけた細身の体格。剽軽そうでもあり、一方で繊細そうな印象。
「清風館道場」出身で高校でも修二や直也と同じ剣道部に所属していたが、しばしば喧嘩をして騒動を起こすため部を追放されている。
西田酒店の店主
修二と直也の父親。肩幅の広い遊牧民族のような骨格。家庭教師の私と意気投合して、午後9時ごろになると私を酒に誘う。
町内会の防犯部で采配を振るっており、私に「帰るときには気をつけなさいよ」と、通り魔に気をつけるよう警告する。
西田酒店の奥さん
修二と直也の母親。私と店主が酒を吞み調子に乗っていると、「いいかげんいしなさいよ」と店主を叱る。
武田先生
「清風館道場」の館長。修二と直也の父親と知り合い。眉が太く、くっきりした整った顔立ちで美男。そしてきれいな禿頭。

### 水神
私
大学生。鹿ケ谷にある屋敷に同居し、京都の大学に通へという祖父の意向を無視し、大阪の大学に進学し枚方市の実家から通っていた。
祖父
私の祖父。5年前の晩夏に亡くなる。頑固もので酒豪。先々代が隠していた「家宝」を見つけ、芳蓮堂に預けていた。
脳溢血に倒れ身体が不自由になっても長男一家との同居を拒んでいたが、主治医の説得で孫の美里が世話に通うことだけは許した。
技術将校として満州で生き延び、戦後に妻と伯父たちと帰国後、先々代からの染色工場を廃業し友人と化学薬品の工場を起こす。
弘一郎
私の伯父。祖父の息子。祖父が起こした化学薬品の工場を引き継いでいる。
幼いころに母親を亡くした私の父を気遣い、新京極へ映画に連れて行くなどした。
美里
私の従姉。弘一郎伯父の娘。ふっくらと丸くて明るい雰囲気。体の不自由な祖父の世話をするため鹿ケ谷の屋敷に通っていた。
孝二郎
私の伯父。弘一郎伯父の弟。眼鏡をかけ口ひげを蓄えている。酒豪だった祖父と違い、酒席で醜態を晒すこともあった。
高校時代は分厚い眼鏡をかけ机にかじりついて教科書ばかり読んでいたことから級友に「かまぼこ」と渾名をつけられた。
父 / 茂雄
私の父。弘一郎伯父、孝二郎伯父の弟。弘一郎伯父が経営する化学薬品の工場で働いている。
母
私の母。私のスーツと宿泊用の着替えを準備し、日中から祖父の通夜に先乗りする。
久谷
祖父と同じ町内に住む老人。祖父の古くからの友人でもあり、祖父の葬儀を手伝う。
矢野医師
祖父の主治医。祖父の旧制高校時代からの友人。
和子
祖父の屋敷の家事を取り仕切っていた女性。直次郎の娘の孫（祖父の従姪）。毅然として感情を露出しない、怖い感じの人。
祖父の初めの妻が亡くなったころ鹿ケ谷の屋敷にやって来るが、二番目の妻・花江が亡くなった翌年に大阪の堺に住む妹の家族のもとに移る。
花江
祖父の二番目の妻。私の父の母親。幼い父をともない鹿ケ谷の屋敷で生活を始めるが、その2年後に謎めいた死を遂げている。
彼女の死後、祖父はすっかり人が変わったようになり、「家宝」の話もしなくなった。
樋口 直次郎
樋口家の開祖。祖父の先々代。明治時代の人物。祖父によると「家宝」を掘り出したとされる。
東京出身で機械工学を学んでおり、琵琶湖疎水の掘削事業に技師として関わるが事業家に転身し、染色工場を起こし財を成す。
曽祖父
私の曽祖父（祖父の父親）。直次郎の次男。伯父たちが中学生になるまで屋敷の一隅で生きた。直次郎が起こした染色工場を経営していた。
戦前は骨董道楽に耽り西陣織り業に首を突っ込むが、戦中の奢侈禁止の風潮で打撃を受けた煽りで没落していく。
芳蓮堂の女主人
古道具屋の女主人。かつて樋口家の倉に積み上げられた曽祖父が蒐集した大量の品を処分する仕事を請け負っている。
祖父の通夜が執り行われる日の朝、樋口家から電話連絡を受け、祖父が預けていた樋口家の「家宝」を夜更けに届けに上がる。

## 樋口家・家系図
「水神」に登場する樋口家の家系図
|                 |                 |                 |                 |                 |                 |  |  |                 |                 |                 |                 |                 |                 |  |  |                   |      |      |      |      |      |  |  |                         |                         |                         |                         |                         |                         |  |  |                 |                 |                 |                 |                 |                 |
|                 |                 |                 |                 |                 |                 |  |  | 長男 【病没】   | 長男 【病没】   | 長男 【病没】   | 長男 【病没】   | 長男 【病没】   | 長男 【病没】   |  |  | 前妻              | 前妻 | 前妻 | 前妻 | 前妻 | 前妻 |  |  | 弘一郎 前妻との長男     | 弘一郎 前妻との長男     | 弘一郎 前妻との長男     | 弘一郎 前妻との長男     | 弘一郎 前妻との長男     | 弘一郎 前妻との長男     |  |  | 美里 祖父の世話 | 美里 祖父の世話 | 美里 祖父の世話 | 美里 祖父の世話 | 美里 祖父の世話 | 美里 祖父の世話 |
|                 |                 |                 |                 |                 |                 |  |  | 長男 【病没】   | 長男 【病没】   | 長男 【病没】   | 長男 【病没】   | 長男 【病没】   | 長男 【病没】   |  |  | 前妻              | 前妻 | 前妻 | 前妻 | 前妻 | 前妻 |  |  | 弘一郎 前妻との長男     | 弘一郎 前妻との長男     | 弘一郎 前妻との長男     | 弘一郎 前妻との長男     | 弘一郎 前妻との長男     | 弘一郎 前妻との長男     |  |  | 美里 祖父の世話 | 美里 祖父の世話 | 美里 祖父の世話 | 美里 祖父の世話 | 美里 祖父の世話 | 美里 祖父の世話 |
|                 |                 |                 |                 |                 |                 |  |  |                 |                 |                 |                 |                 |                 |  |  |                   |      |      |      |      |      |  |  |                         |                         |                         |                         |                         |                         |  |  |                 |                 |                 |                 |                 |                 |
|                 |                 |                 |                 |                 |                 |  |  |                 |                 |                 |                 |                 |                 |  |  |                   |      |      |      |      |      |  |  | 孝二郎 前妻との次男     |                         |                         |                         |                         |                         |  |  |                 |                 |                 |                 |                 |                 |
|                 |                 |                 |                 |                 |                 |  |  |                 |                 |                 |                 |                 |                 |  |  |                   |      |      |      |      |      |  |  |                         |                         |                         |                         |                         |                         |  |  |                 |                 |                 |                 |                 |                 |
| 樋口直次郎 開祖 | 樋口直次郎 開祖 | 樋口直次郎 開祖 | 樋口直次郎 開祖 | 樋口直次郎 開祖 | 樋口直次郎 開祖 |  |  | 曽祖父 （次男） | 曽祖父 （次男） | 曽祖父 （次男） | 曽祖父 （次男） | 曽祖父 （次男） | 曽祖父 （次男） |  |  | 祖父              | 祖父 | 祖父 | 祖父 | 祖父 | 祖父 |  |  |                         |                         |                         |                         |                         |                         |  |  |                 |                 |                 |                 |                 |                 |
| 樋口直次郎 開祖 | 樋口直次郎 開祖 | 樋口直次郎 開祖 | 樋口直次郎 開祖 | 樋口直次郎 開祖 | 樋口直次郎 開祖 |  |  | 曽祖父 （次男） | 曽祖父 （次男） | 曽祖父 （次男） | 曽祖父 （次男） | 曽祖父 （次男） | 曽祖父 （次男） |  |  | 祖父              | 祖父 | 祖父 | 祖父 | 祖父 | 祖父 |  |  |                         |                         |                         |                         |                         |                         |  |  |                 |                 |                 |                 |                 |                 |
|                 |                 |                 |                 |                 |                 |  |  |                 |                 |                 |                 |                 |                 |  |  |                   |      |      |      |      |      |  |  | 茂雄 私の父             | 茂雄 私の父             | 茂雄 私の父             | 茂雄 私の父             | 茂雄 私の父             | 茂雄 私の父             |  |  | 私              | 私              | 私              | 私              | 私              | 私              |
|                 |                 |                 |                 |                 |                 |  |  |                 |                 |                 |                 |                 |                 |  |  |                   |      |      |      |      |      |  |  | 茂雄 私の父             | 茂雄 私の父             | 茂雄 私の父             | 茂雄 私の父             | 茂雄 私の父             | 茂雄 私の父             |  |  | 私              | 私              | 私              | 私              | 私              | 私              |
|                 |                 |                 |                 |                 |                 |  |  |                 |                 |                 |                 |                 |                 |  |  | 花江 後妻・不審死 |      |      |      |      |      |  |  |                         |                         |                         |                         |                         |                         |  |  |                 |                 |                 |                 |                 |                 |
|                 |                 |                 |                 |                 |                 |  |  |                 |                 |                 |                 |                 |                 |  |  |                   |      |      |      |      |      |  |  |                         |                         |                         |                         |                         |                         |  |  |                 |                 |                 |                 |                 |                 |
|                 |                 |                 |                 |                 |                 |  |  | 娘              | 娘              | 娘              | 娘              | 娘              | 娘              |  |  | 孫                | 孫   | 孫   | 孫   | 孫   | 孫   |  |  | 和子 祖父らと一時期同居 | 和子 祖父らと一時期同居 | 和子 祖父らと一時期同居 | 和子 祖父らと一時期同居 | 和子 祖父らと一時期同居 | 和子 祖父らと一時期同居 |  |  |                 |                 |                 |                 |                 |                 |
|                 |                 |                 |                 |                 |                 |  |  | 娘              | 娘              | 娘              | 娘              | 娘              | 娘              |  |  | 孫                | 孫   | 孫   | 孫   | 孫   | 孫   |  |  | 和子 祖父らと一時期同居 | 和子 祖父らと一時期同居 | 和子 祖父らと一時期同居 | 和子 祖父らと一時期同居 | 和子 祖父らと一時期同居 | 和子 祖父らと一時期同居 |  |  |                 |                 |                 |                 |                 |                 |
|                 |                 |                 |                 |                 |                 |  |  |                 |                 |                 |                 |                 |                 |  |  |                   |      |      |      |      |      |  |  |                         |                         |                         |                         |                         |                         |  |  |                 |                 |                 |                 |                 |                 |
|                 |                 |                 |                 |                 |                 |  |  |                 |                 |                 |                 |                 |                 |  |  |                   |      |      |      |      |      |  |  | 和子の妹 堺在住         |                         |                         |                         |                         |                         |  |  |                 |                 |                 |                 |                 |                 |
|                 |                 |                 |                 |                 |                 |  |  |                 |                 |                 |                 |                 |                 |  |  |                   |      |      |      |      |      |  |  |                         |                         |                         |                         |                         |                         |  |  |                 |                 |                 |                 |                 |                 |
|                 |                 |                 |                 |                 |                 |  |  |                 |                 |                 |                 |                 |                 |  |  |                   |      |      |      |      |      |  |  |                         |                         |                         |                         |                         |                         |  |  |                 |                 |                 |                 |                 |                 |

## 書誌情報
- 単行本： 新潮社、2006年10月28日、ISBN 978-4-10-464502-2
- 文庫本： 新潮文庫、2009年7月1日[2]、ISBN 978-4-10-129052-2

| タイトル       | 初出                    | 備考                 |
| -------------- | ----------------------- | -------------------- |
| きつねのはなし | 『小説新潮』2004年3月号 | 「きつねの話」を改題 |
| 果実の中の龍   | 書き下ろし              |                      |
| 魔             | 書き下ろし              |                      |
| 水神           | 書き下ろし              |                      |